# 롤런드 힐

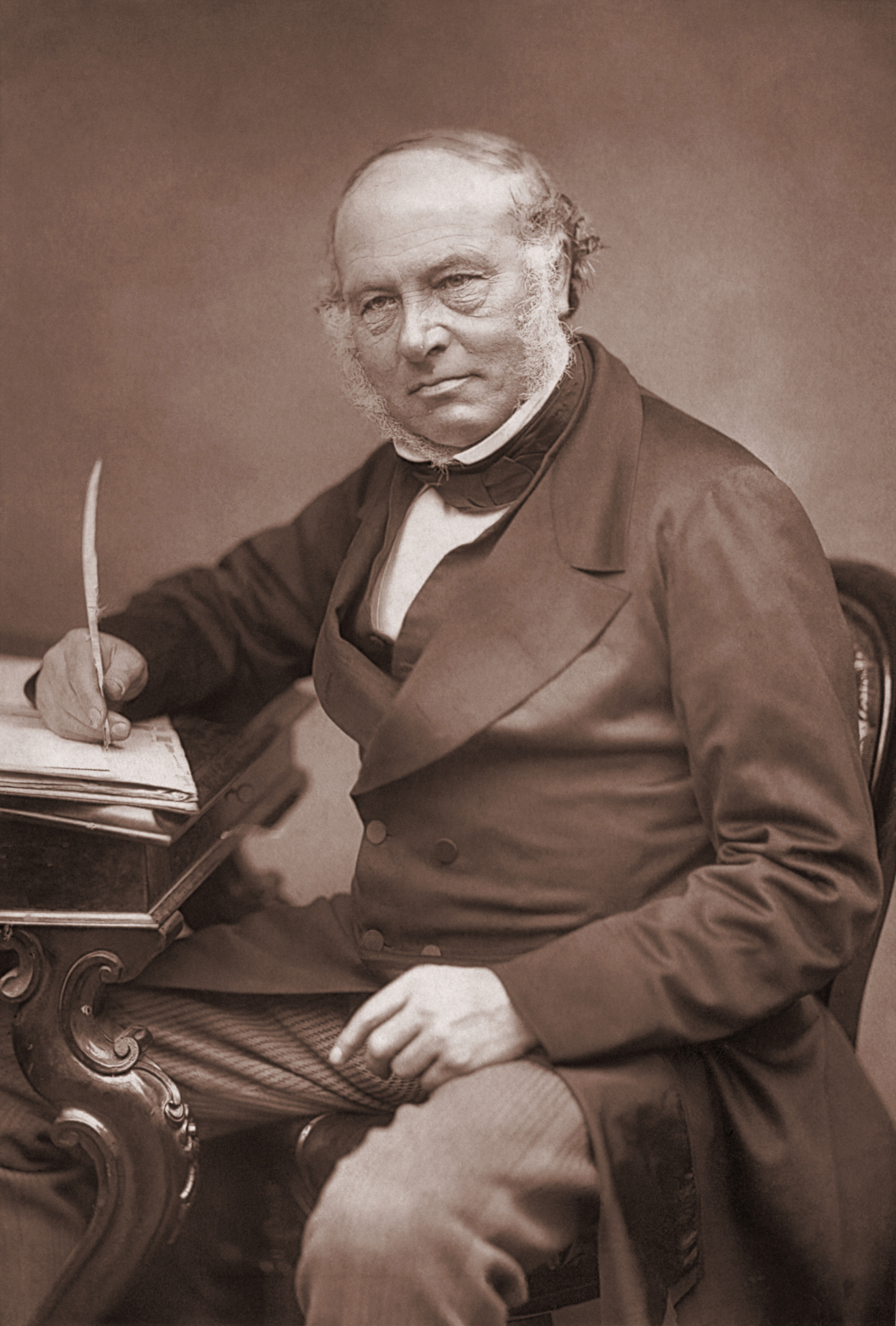

롤런드 힐 기사(영어: Sir Rowland Hill, KCB, FRS, 1795년 12월 3일 ~ 1879년 8월 27일)은 영국의 교육자이자 발명가이다. 아동의 자주적인 활동을 위한 교육법을 실행하여 새로운 교육 제도를 만드는 데 힘썼으며 1840년에 세계 최초로 우표를 고안, 발행하여 근대 우편 제도를 확립하였다.

## 서훈
- 1860년 바스 훈장 2등급(KCB, 작위급 훈장)[1]

## 참고 문헌